# История Айдахо

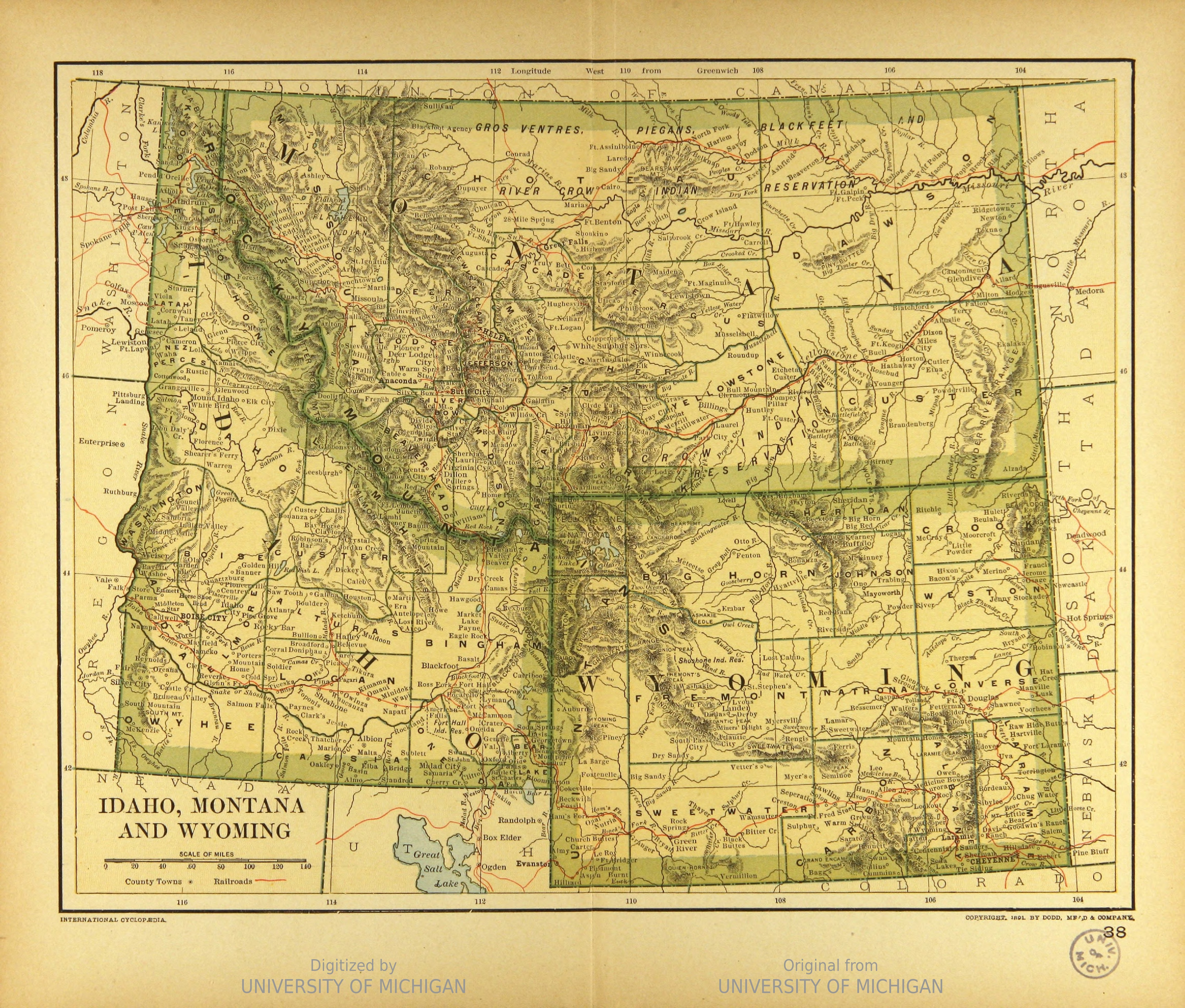
Айдахо, Монтана и Вайоминг на карте 1894 года.

Айдахо на карте США

Исто́рия Айда́хо описывает события, произошедшие на территории северо-западного американского штата Айдахо.

## Период до прихода европейцев

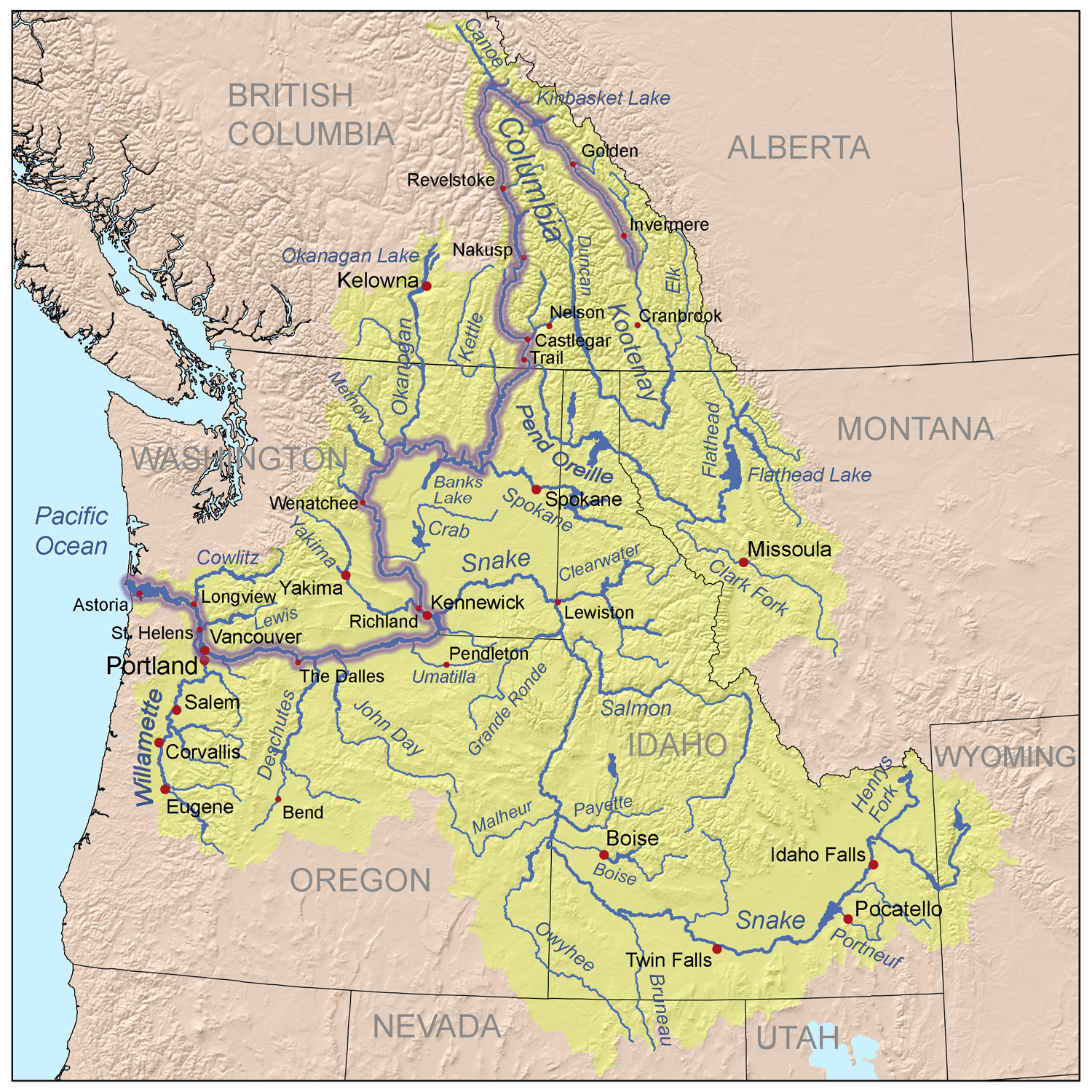
Бассейн реки Колумбия, который содержит территорию штата Айдахо (Idaho)

Территория штата Айдахо расположена в бассейне реки Колумбия, которую французские путешественники окрестили Орегоном за буйный нрав на тихоокеанском склоне Скалистых гор. Первыми людьми на этой земле были палеоиндейцы, появившиеся здесь около 15 тыс. л. н.(позднепалеолитическая стоянка Куперс-Ферри на реке Салмон). Их каменные орудия имеют сходство с примитивными технологиями стоянки Ками-Сиратаки 2 (Kamishirataki 2) на острове Хоккайдо (Япония), однако ученые отвергают их генетическое родство. Тонкие наконечники снарядов из Куперс-Ферри характеризуются двумя отчëтливыми концами, одним заострённым и одним стержнем, а также симметричной скошенной формой, если смотреть прямо, и, вероятно, были прикреплены к дротикам, а не к стрелам или копьям. Они датируются возрастом 15 785 лет назад.
Во время раскопок в пещере Уилсон-Бьютт близ города Туин-Фолс были обнаружены одни из наиболее древних на территории США наконечники стрел. В это время территорию Айдахо населяли представители культуры Кловис, на юге штата существуют археологические свидетельства этой культуры (Simon Cache), возрастом 11-8 тыс. лет
С начала до середины XI тысячелетия до н. э. основной культурой в Айдахо становится охотничья Фолсом, а с середины XI тысячелетия до н. э. по начало VIII тысячелетия до н. э. — Плано.
С начала III тысячелетия до н. э. начинается эпоха неолита: индейцы начали возводить постоянные дома. Радиоуглеродный анализ горшков, найденных на реке Снейк в центральной части Айдахо, показывает, что они были обожжены около 2010 года до н. э., то есть уже в начале III тысячелетия до н. э.

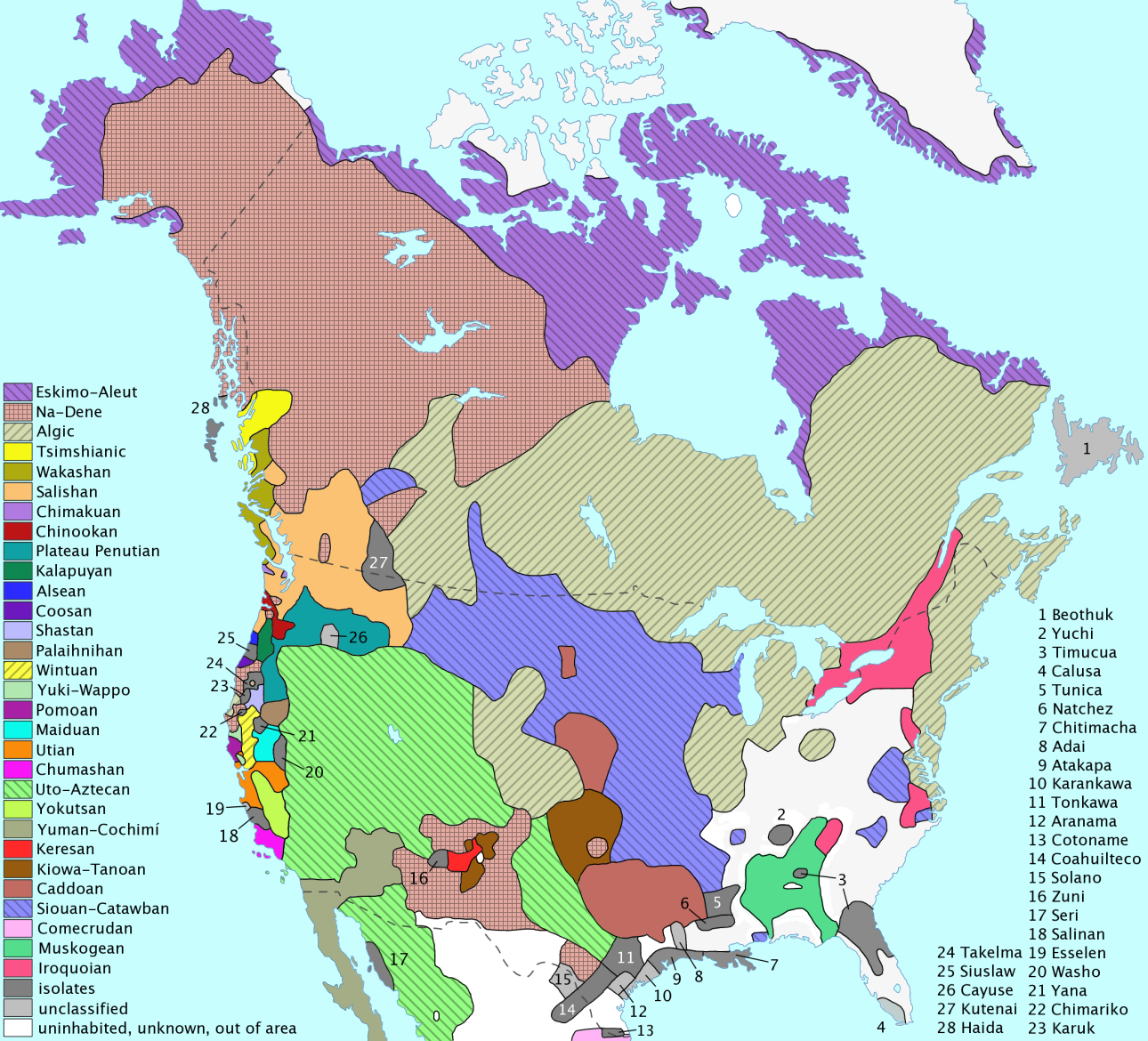
Языки индейцев Северной Америки

Накануне европейской колонизации на территории штата жили индейцы, говорившие на юто-ацтекских (банноки, пайюты, шошоны), плато-пенутийских (не-персе, палусы) и салишских (кёр-д’ален, калиспелы, ктунаха) языках
К началу XVIII века индейцы Шошоны начали использовать лошадей. К моменту прихода первых европейцев (начало XIX века) на территории Айдахо проживало около 8 000 индейцев.

## Орегонская земля

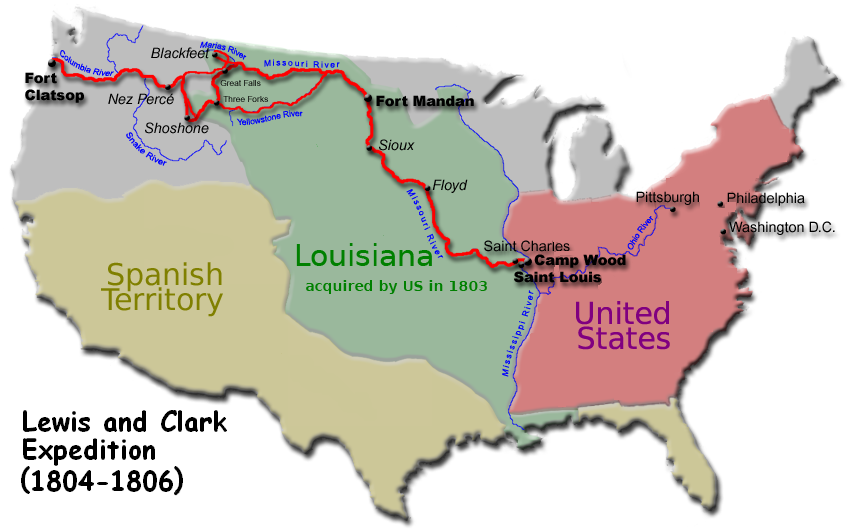
экспедиция Льюиса и Кларка

Первым европейцем, достигшим Орегонской земли был испанский мореплаватель Хуан де Фука, оказавшийся в устье реки Колумбии в 1592 году. Однако долгое время эта территория была белым пятном к северу от Новой Испанией и к западу от Французской Луизианы. К XVIII веку к северу от Орегонской земли располагалась русская Аляска. Первыми осваивать эту территорию стали британцы, вытеснившие в 1763 году французов с территории Канады. На Орегонскую землю проникали агенты пушных компаний, известные как трапперы и  маунтинмены. Испанцы также делали попытку предъявить претензию на эту землю (Территория Нутка).
После приобретения Луизианы в 1803 году к Орегонской земле с востока вплотную приблизились США. Их претензии обозначились в экспедиции Льюиса и Кларка, которая в 1804 году вышла из Сент-Луиса и, пройдя территорию штата Айдахо, в 1805 году достигла берега Тихого океана в районе современного города Астория.
8 мая 1808 года английский траппер Северо-Западной компании Дэвид Томпсон начал вести торговые отношения с индейцами в районе нынешнего города Боннерс-Ферри. 9 сентября 1809 года Томпсон заложил на озере Пенд-Орей торговый пост Куллиспелл. На территории Айдахо это строение стало первым, построенным европейцем. Однако фактория была заложена в неудачном месте и через два года была перенесена в Спокан.
В 1810 году американский траппер Эндрю Генри из Пушной компании Миссури («Missouri Fur Company») первым вышел на плато реки Снейк. В верховьях реки Снейк близ нынешнего Сент-Энтони он построил Форт-Генри, первую пушную факторию на западе от Скалистых гор и на территории Айдахо в частности.
О трудностях, сопровождавших первопроходцев, свидетельствует экспедиция Тихоокеанской пушной компании 1811 года под руководством У. Прайса Ханта (англ., точное имя неизвестно: либо Уильям, либо Уилсон) и Дональда Мак-Кензи (англ.). Её целью был проход до пушной фактории Форт Астория в устье реки Колумбия со стороны континента. Изначально исследователи планировали сплавляться по рекам на каноэ, но по достижении каньона реки Снейк им пришлось идти по суше. Экспедицию сопровождали недостаток провизии и сложная навигация. Тем не менее, 18 января 1812 года группа вышла к устью Колумбии.

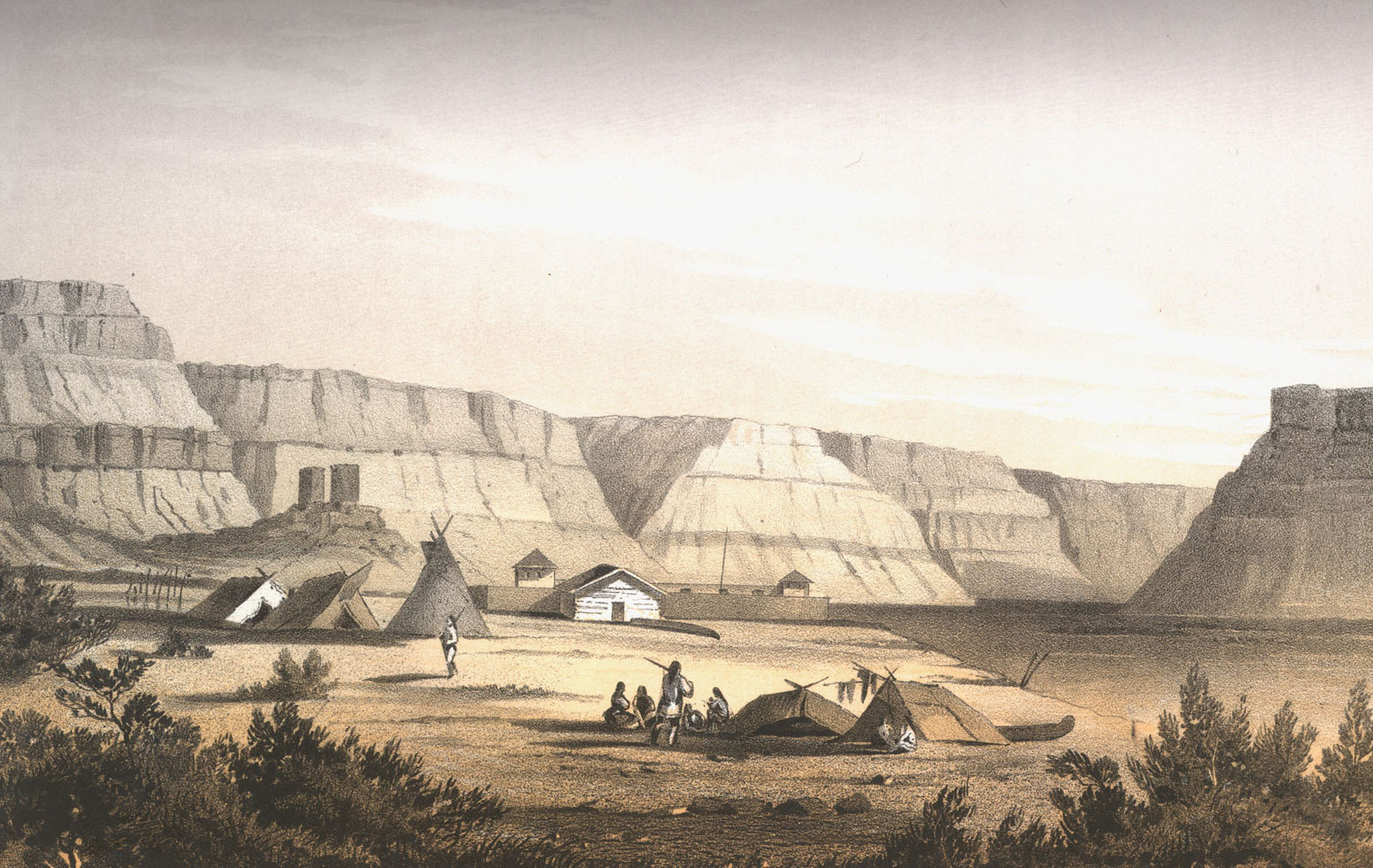
Форт Не-Персе в 1853 году

В рамках этого похода Мак-Кензи исследовал регион Бойсе и берега реки Снейк в западной части Айдахо. В 1812 году он также основал зимний лагерь близ нынешнего Льюистона. В 1816 году Мак-Кензи стал главой Северо-Западной компании и стал активно популяризировать бассейн реки Снейк как охотничье угодье. Так, в 1816—1817 и 1817—1818 годах экспедиции Северо-Западной компании исследовали соответственно низовья и верховья реки Снейк. В июле 1818 года был основан Форт Не-Персе, ставший форпостом трапперов бассейна реки Снейк. Экспедиция 1818—1819 годов исследовала горы Блу-Маунтинс и сплавилась по реке Снейк до реки Беар. К 1818 году трапперы Северо-Западной компании охотились на территории от Бойсе до озера Беар и от верховьев реки Снейк до Йеллоустона.
В 1818 году между США и Великобританией был заключён договор сроком на 10 лет, определивший границу между владениями двух держав по параллели 49° с. ш.. Британия отказалась продлевать границу до Тихого океана, поэтому Орегонская земля, куда входила территория Айдахо, объявлялась «свободной и открытой» для обеих держав. 6 апреля 1821 году британская Северо-Западная компания вошла в состав британской компании Гудзонова залива. Объединённая компания начала проводить политику разработки пушных ресурсов бассейнов рек Колумбии и Снейк. Эти действия были направлены на то, чтобы превратить территории в буферную зону, сдерживавшую бы экспансию России и США в регионе. В 1812 году Россия создает в северной Калифорнии Форт-Росс, таким образом Орегонская земля оказывается зажатой между двух российских колоний (вторая - Аляска)

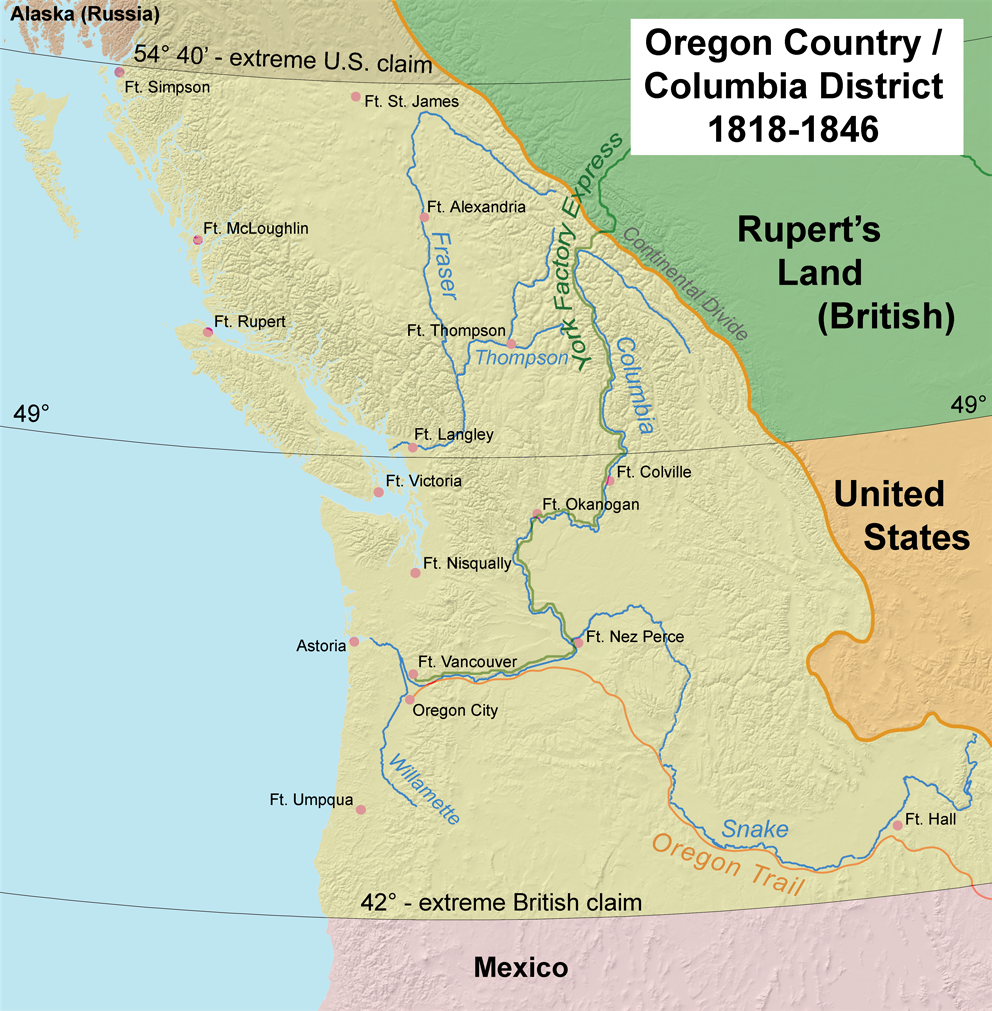
Орегонская земля в 1818-1846 гг.

В 1823 году президент США Джеймс Монро озвучил в конгрессе доктрину, запрещавшую дальнейшую европейскую колонизацию американского континента. Доктрина также предполагала распространение присутствия США в Орегонских землях. В ответ на эту инициативу Компания Гудзонова залива в продолжение своей политики опустошения значительно усилила добычу пушнины. В 1824 году, после трёх лет переговоров, между США и Россией был заключён новый договор, согласно которому южная граница российских колоний была утверждена по параллели 54°40′, северной границе Орегонских земель. В том же году Пушная компания Скалистых Гор послала экспедиции, возглавляемые Генри Эшли и Джедедайей Смитом, на реки Портнуф и Беар.
6 августа 1827 года между США и Великобританией было достигнуто новое соглашение о границе, взамен принятого в 1818 году десятилетнего соглашения. Согласно новому договору граница продлевалась по 49 параллели от Скалистых Гор до Тихого океана. Это не устраивало Великобританию, настаивавшую на проведении границы по реке Колумбия, к югу от 49 параллели. Окончательный договор, определявший границу Орегонских земель по 49 параллели, был заключён лишь в 1846 году.
К 1828 году американские и британские трапперы значительно истощили пушные ресурсы бассейна реки Снейк, в результате чего к 1830 году Компания Гудзонова залива ограничили свое присутствие в этом регионе. Тем не менее, в 1830 году «Американская пушная компания» выслала экспедицию во главе с Джоном Уорком, целью которой стало исследование районов Вейзер, Бойсе и Пейетт. Группа Уорка прошла вверх по реке Лост-Ривер до реки Салмон, дальше до реки Блэкфут и, наконец, до реки Портнуф, где устроила зимовку. Таким образом, экспедиция обследовала горные районы в центральном Айдахо, но много пушнины группе собрать не удалось.
В 1834 году на южном берегу реки Снейк выше устья реки Портнуф Натаниэл Виет основал Форт Холл, ставший своеобразным торговым центром с племенами Банноков и Шошонов.
В 1836 году группа от компании Гудзонова залива во главе с Томасом Мак-Кеем построила в устье реки Бойсе конкурентный Бойсе. Его целью должен был стать перехват торговли пушниной, которая шла в Форте Холл ниже по течению. А в 1837 году компания и вовсе приобрела Форт Холл. 

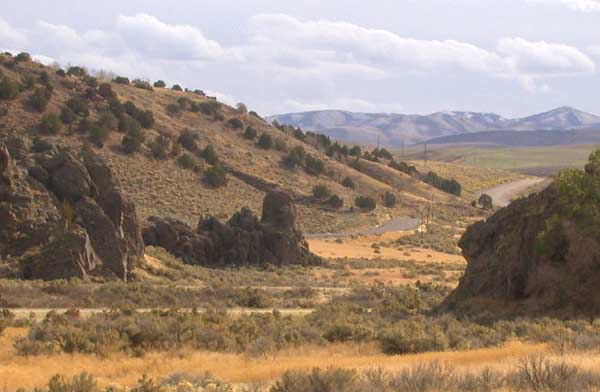
Часть Орегонской тропы, проходящей через парк штата Мэсэкр-Рокс

Подлинная колонизация региона началась после открытия в 1836 году Орегонской тропы, по которой могли проехать фургоны фермеров-поселенцев. Вместе с ними следовали и миссионеры, среди которых был преподобный Генри Сполдинг. Он учредил протестантскую миссию близ нынешнего города Лапвай. Там он распечатал первую на Северо-западе США книгу, основал первую в Айдахо школу, разработал первую ирригационную систему в регионе и вырастил первый картофель в штате. Первыми женщинами европейского происхождения, ступившими на территорию Айдахо, стали Нарцисса Уитмен и Элиза Сполдинг.
В 1842 году на реке Сент-Джо была возведена миссия Каталдо, позже разрушенная наводнением и отстроенная заново в 1848-1853 годах в 56 км от первого места постройки. Ныне здание миссии является старейшим в штате.
В 1843-1846 годах экспедиции, возглавляемые Джоном Фримонтом, проходят Орегонскими землями, в том числе бассейном реки Снейк, составляют карты местности и описывают новые биологические виды.

## Вхождение в состав США
15 июня 1846 года между Британией и США был заключён Орегонский договор, определивший западный участок американо-канадской границы по 49 параллели С. Ш. от Скалистых Гор до Тихого океана (за исключением острова Ванкувер, полностью отошедшего Британии); кроме того, собственность Компании Гудзонова залива объявлялась неприкосновенной. Спустя два года, 14 августа 1848 года конгресс США принял постановление о создании инкорпорированной Территории Орегон., которая включала в себя территории современных штатов Вашингтон, Орегон, Айдахо и, частично, Вайоминг и Монтана.

### Индейские войны, миграция мормонов и железная дорога

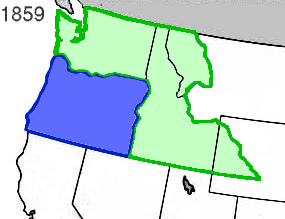
Земли Айдахо в составе Территории Вашингтон (зелёный)

30 августа 1851 года близ реки Рафт шошоны совершили нападение на обоз первопоселенцев, убили 34 человека и увели 300 лошадей.
В 1853 году по настоянию фермеров, живущих к северу от реки Колумбия, конгресс принял постановление о создании к северу от 46 параллели С. Ш. новой Территории Вашингтон.. Таким образом, земли Айдахо оказались разделёнными между  территориями Вашингтон и Орегон.
20 августа 1854 года близ нынешнего Колдуэлла индейцы из племени Шошонов жестоко расправились с девятнадцатью первопоселенцами и разграбили их обоз. Эта резня вкупе с постоянными нападениями индейцев привели к закрытию Фортов Бойсе и Холл в 1855 и 1856 годах соответственно. С закрытием фортов британская Компания Гудзонова залива фактически ушла из региона.
В 1855 году на территорию штата впервые проникают мормоны из Юты. Они основывают Форт Лемхи, на который 25 февраля 1858 года нападению индейцев племён Банноков и Шошонов. Индейцы убили двух поселенцев и увели весь скот. Миссионеры были вынуждены покинуть форт и вернуться в Юту.
14 февраля 1859 года территория Орегон получил статус штата, а земли Айдахо полностью перешли в состав территории Вашингтон. 27 июля близ нынешнего Холбрука и 31 августа в скалах Мэсэкр-Рокс индейцы убили соответственно 5 калифорнийских и 8 орегонских первопоселенцев.
14 апреля 1860 года мормоны основали Франклин, старейшее из ныне существующих поселений в Айдахо. Интересно, что основывая поселение, мормоны ошибочно полагали, что находятся на территории Юты.. В настоящее время мормоны составляют 27% населения штата и представляют собой влиятельную этно-религиозную группу
9 сентября на реке Салмон-Фолс индейцы совершили очередную крупную резню первопоселенцев: из 44 человек было убито 18 человек, ещё 22 человека, в том числе четыре ребёнка, было уведено в плен.
В том же году (по другим данным лишь в 1862 году) была завершена прокладка первой на северо-западе США дороги Маллан-роуд (англ.) протяжённостью 1004 км (624 мили) и стоимостью в 30 000 долларов. Дорога была проложена незадолго до начала гражданской войны. Изначально дорогу планировалось использовать в военных целях. Однако дорога сыграла важную роль и для старателей во время золотой лихорадки, начавшейся двумя годами позже.
Кульминацией стычек с индейцами на территории Айдахо стала Резня на реке Бэр, в ходе которой отряд американского полковника Коннора 29 января 1863 уничтожил лагерь шошонов, убив несколько сотен человек. Резня на реке Бэр открыла дорогу для дальнейшего заселения Дикого Запада. В 1868 году правительство США создало резервацию Форт-Холл, куда переселило шошонов.

### Золотая лихорадка
В 1860 году на ручье Орофино (Клируотер (округ, Айдахо)) Элиас Пирс обнаружил золотое месторождение. Его открытие привело к основанию в 1861 году поселения Пирс, старейшего ныне шахтёрского города в Айдахо.
Открытие золотых месторождений в округе Клируотер спустя несколько недель после избрания Линкольна президентом в 1860 году привело немногим более двух лет спустя к созданию Территории Айдахо. В то время ещё шла гражданская война. Поскольку основными первопоселенцами в штате были выходцы из Орегона, Вашингтона и Калифорнии, то основная масса населения поддерживала демократов и была настроена против конфедерации южан.

### Война не-персе
Наплыв поселенцев на населенные индейцами земли вызвал войну не-персе  в 1877 году. Уже 17 июня произошло Сражение в Каньоне Белой Птицы, в ходе которого американская армия потерпела поражение. Затем последовало Сражение при Клируотер, где атака генерала Ховарда была отбита. Однако индейский Вождь Джозеф предпочел увести свое войско на восток в Монтану. После ряда сражений часть индейцев ушла в Канаду, а часть была помещена в резервацию в Оклахоме.

## Территория Айдахо
4 марта 1863 года президентом Авраамом Линкольном был подписан указ о создании инкорпорированной территории Айдахо с центром в городе Льюистон. В 1864 году из Айдахо была выделена территория Монтана. Вскоре маршал Фред Дубойс основал анти-мормонскую партию в округе Онейда вкупе с республиканской партией, получившей контроль над легислатурой в 1884 году. В конце этого года был принят акт, запрещавший вступать в должность мормонам, избранным в том же году. В начале 1885 года был принят акт, значительно урезавший права мормонов: им было запрещено голосовать, занимать политические должности и исполнять обязанности присяжных заседателей. В целях отстаивания своих прав мормоны создали собственную политическую партию. Мормоны отвечали недоверием к правительству США: они не посещали врачей, их дети не ходили в школы. Тем временем мормоны укрепляли свои позиции в штате. В 1889 ими был основан город Аммон.
Помимо мормонов в штате проживали переселенцы времен золотой лихорадки. Как шахтерский поселок в 1880 году был основан Кетчум. В городе Москоу северного округа Лата был основан первый в Айдахо университет.

## Штат Айдахо
3 июля 1890 года территория Айдахо была принята в состав США в качестве 43 штата. Этот период характеризуется главным образом притоком новых поселенцев: 88 548 человека в 1890 году по сравнению с 17 804 в 1870 году, обнаружением новых месторождений благородных металлов, наиболее ожесточёнными столкновениями с индейцами на всём северо-западе США, ожесточением политической борьбы, проведением железной дороги, телеграфной и телефонной линии и основанием первого университета.

### Шахтерские волнения в Айдахо

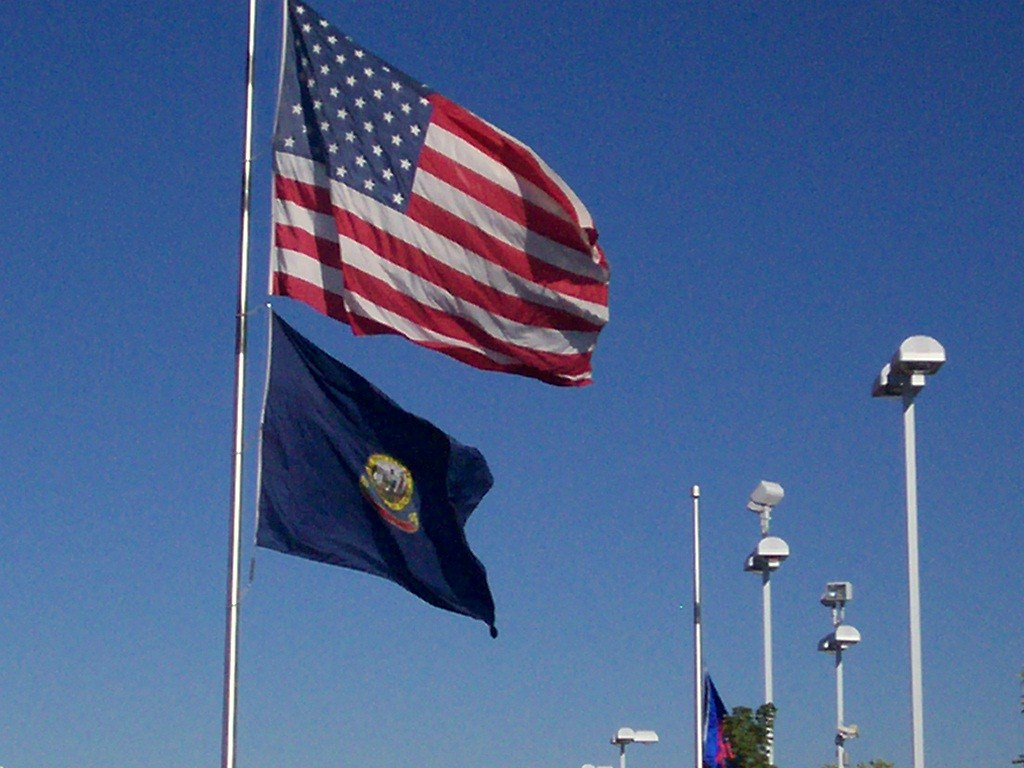
Флаги США и Айдахо

Первым губернатором штата стал Джордж Шуп, однако он ушёл с поста спустя лишь несколько недель, чтобы занять место в сенате. В первые годы среди старателей штата были сильно недовольство, что было обусловлено низкой заработной платой и слишком длинными рабочими днями. 
В 1892 году волнения переросли в вооружённую забастовку. В результате неё была взорвана шахта Фриско поблизости Уоллеса. К подавлению беспорядков была призвана национальная гвардия Айдахо, а участники и сочувствующие им были заключены в тюрьмы. Как следствие этой забастовки в следующем году была создана Западная Федерация Горняков. Перед выборами 1892 года демократическая и популистская партия (поддерживавшая концепцию биметаллизма на фоне всеобщего перехода к монометаллизму и, как следствие, удешевления серебра) образовали союз. Большинство голосов было отдано кандидату от популистов Джеймсу Уиверу. На тех выборах к голосованию опять были допущены мормоны.

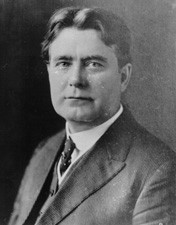
Уильям Бора, прослуживший сенатором от штата 33 года

В 1896 году «серебряные республиканцы» объявили о поддержке демократа Уильяма Дженнингса Брайана в борьбе за президентский пост. Этому воспротивились представители основной республиканской партии. В ответ на это «серебряные республиканцы» в 1898—1900 годах предприняли попытку войти в демократическо-популистское объединение. К 1902 году влияние этого объединения значительно ослабло и в этом году благодаря Уильяму Бора республиканцы одержали победу со значительным перевесом.
Фред Дубойс вновь предпринял попытку возродить анти-мормонское движение. Но в 1906 году Бора обошёл его по количеству голосов и сам занял место в Сенате. К 1908 году демократы вновь восстановили своё влияние, положив конец дискриминации мормонов. В 1910 году они одержали безоговорочную победу. В том же году в Айдахо начали проводиться прогрессивные реформы. Принятие легислатурой 1909 года прямых выборов и прерогативы местных властей привело к окончательному провалу анти-мормонской политики Дубойса. Сенатор Бора сосредоточил своё внимание на спонсировании первостепенных национальных прогрессивных реформ, в частности, Шестнадцатой и семнадцатой поправок.
В 1899 году произошла очередная забастовка, в результате которой была взорвана шахта Хилл-Милл. Пик недовольства пришёлся на 1905 год, когда был убит бывший губернатор Айдахо Фрэнк Стюненберг. Изначально Стюненберг пользовался поддержкой горняков, благодаря которой он был выбран на пост губернатора, однако позже участвовал в подавлении мятежей.
По сравнению с другими штатами Айдахо в конце XIX-начале XX веков проводил относительно прогрессивную политику. Так, в 1896 году в штате было реализовано женское избирательное право, а в 1916 году введён сухой закон. Также в штате пользовалась поддержкой свободная чеканка серебра.

### Айдахо в начале XX века

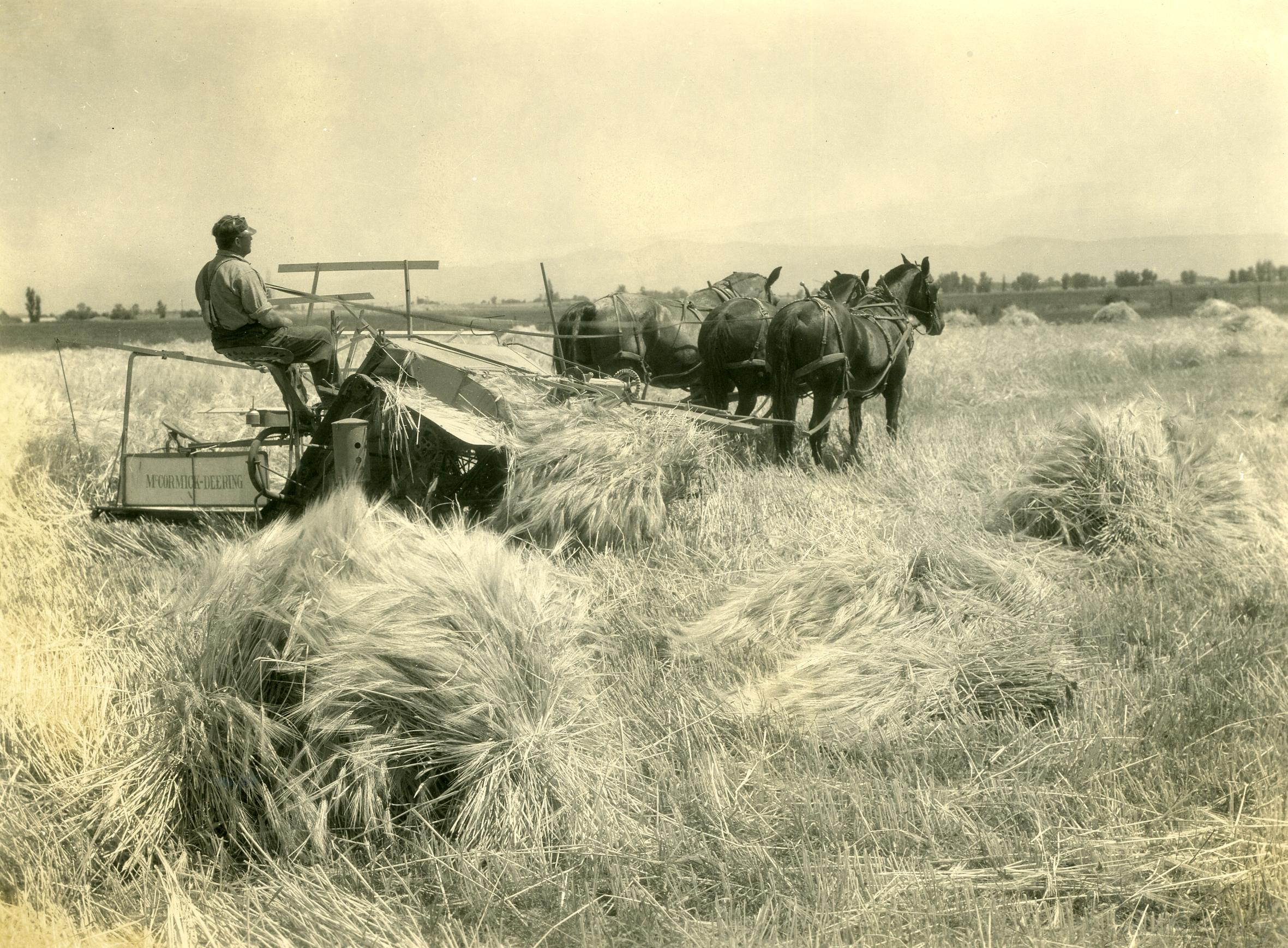
Фермер на пшеничном поле в долине Бойсе, около 1920 года

В период с 1910 по 1918 годы Конгресс делегировал законодательную власть республиканцам, тогда как губернаторами были демократы. Администрация губернатора Мозеса Александра, вступившего должность в 1918 году, успешно внедрила программы выплат пособий по безработице и поддержки сельскохозяйственного маркетинга. Последняя, однако, не удовлетворила требований фермеров, требовавших более радикального подхода. Этим воспользовалась фермеры из Беспартийной лиги, составившие конкуренцию демократам и поддержавшие республиканцев. Социалистическая программа Лиги, однако, не была принята республиканцами в 1918 году. Несмотря на протесты Бора, республиканцы отменили постановление о прямых выборах и оставались у власти вплоть до 1930 года. Беспартийная лига образовала свою собственную прогрессивную партию, поддерживавшую уже демократов. 

### Великая депрессия
Общенациональный упадок в сельском хозяйстве, произошедший в 1920-х годах, сыграл на руку Лиге. Так, сенатор Фрэнк Гудинг вступил в фермерский блок Конгресса. Но спасти сельскохозяйственную отрасль штата от последствий краха 1929 года не удалось. В 1930 году губернатором штата был избран демократ Чарльз Росс, а сенатор Бора пошёл на очередной срок.
Росс принял меры по спасению фермерских хозяйств. Он восстановил прямые выборы и ввёл подоходный налог штата. Общенациональная волна популярности демократов 1932 года не обошла и Айдахо: множество республиканцев потеряло свои должности. Штат получил значительную финансовую поддержку со стороны федеральных властей. Дополнительная помощь поступала со стороны гражданского корпуса охраны окружающей среды. В 1935 году Росс убедил легислатуру в необходимости введения налога с продаж. На референдуме 1936 года, однако, это предложение не нашло поддержки. Сенатор Бора пошёл на шестой срок, несмотря на демократический состав легислатуры и попытку Росса занять его место.

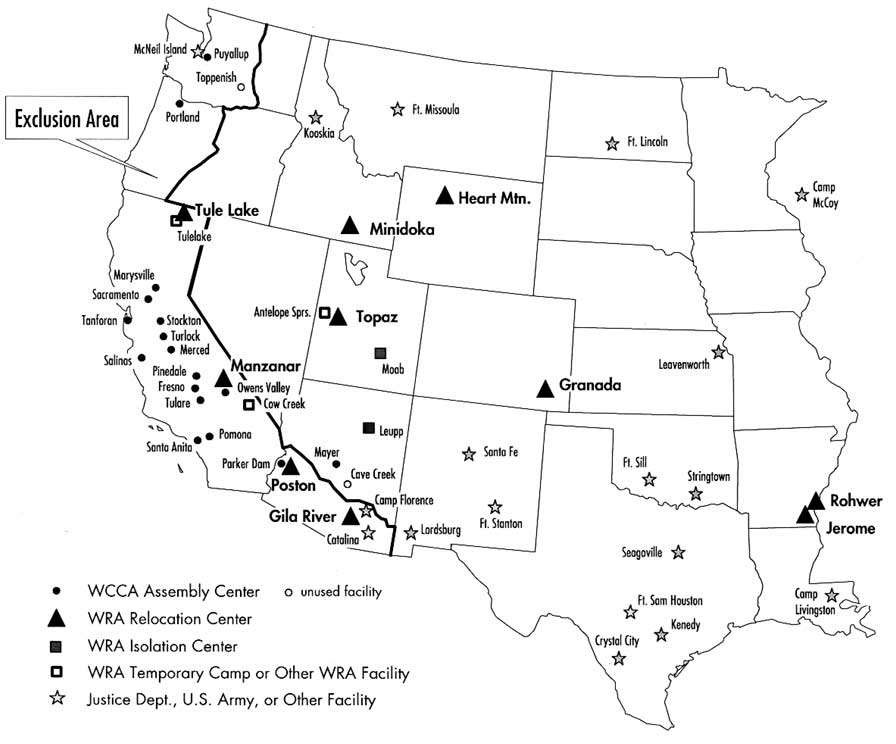
Лагерь Минидока в Айдахо сред других лагерей для интернированных японцев в годы Второй Мировой войны

Центрами развития сельского хозяйства в этот период стали такие города как Нампа и Туин-Фолс. В 1936 году в штате открылся первый горнолыжный курорт Сан-Валли. Одновременно с этим некоторые ранее густозаселённые города начали становиться призраками.
Айдахо не принял «Новый курс Рузвельта», что ознаменовало окончание «демократического» периода, продлившегося всего 8 лет. С 1936 по 1970 год в выборах губернаторов наблюдалась закономерность, согласно которой демократические губернаторы выигрывали выборы в тот же год, когда избирался президент, республиканские же — в остальное время.
В годы Второй мировой войны в Айдахо были созданы наиболее крупные лагеря для интернированных японцев: Минидока и Куския.

### Послевоенная история штата

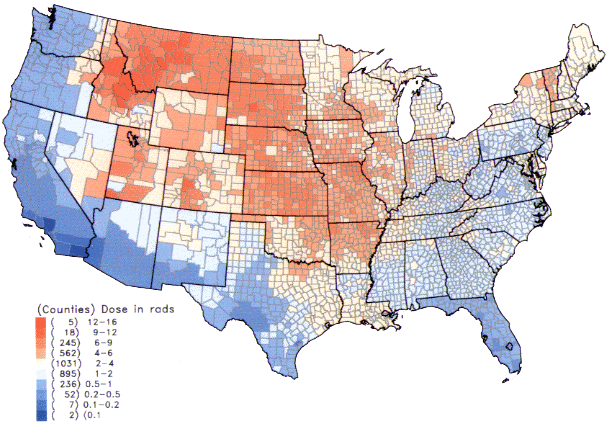
Подушевое содержание иода-131 в щитовидной железе в США.

С 1946 года губернаторы стали выбираться на четырёхлетние сроки. С того же времени представителями власти в Айдахо становились преимущественно республиканцы. Некоторым демократам хоть и удавалось занимать места в Палате представителей, но сенаторами от штата становились члены республиканской партии.
На сегодняшний день основой экономики севера штата остаётся преимущественно горнодобыча. Так, закрытие шахты Бункер-Хилл в округе Шошоне в 1980-х годах привело к резкому спаду финансовых поступлений в регионе. Однако регион вышел из трудного положения с помощью развития на севере штата туризма. Например, город Кер-д’Ален является популярным местом для посещения туристами. На юге штата развиты сельскохозяйственный сектор и ядерная энергетика.
Айдахо был одним из нескольких штатов, которые пострадали от ядерных осадков в результате испытаний на полигоне в Неваде в 1950-х и 1960-х годах. Отчеты, опубликованные правительством США, указывают на то, что многие граждане Айдахо погибли и продолжают страдать из-за радиоактивных осадков вызванных испытаниями.
В 1992 году в Айдахо произошел Инцидент в Руби-Ридж, в ходе которого агенты федерального правительства штурмом взяли ферму Рэнди Уивера, верившего в теорию заговора сионистского оккупационного правительства. Это событие привело к всплеску ультраправых настроений в США (Движение ополчения в США).
В XXI веке штат голосовал за республиканца Дональда Трампа.